# Lucas Schaal
Lucas Schaal (* 1990) ist ein deutscher Politiker der CDU. Seit 2023 ist er Mitglied des Abgeordnetenhauses von Berlin.

## Leben
Schaal legte 2009 im Bischöflichen Cusanus-Gymnasium in Koblenz das Abitur ab. Er absolvierte bis 2012 ein Studium der Volkswirtschaftslehre an der Universität Mannheim und anschließend ab 2013 ein Jurastudium an der Humboldt-Universität zu Berlin, das er 2018 mit dem Ersten Staatsexamen abschloss. Von 2019 bis 2021 absolvierte er das Referendariat am Brandenburgischen Oberlandesgericht.
Von 2012 bis 2016 war Schaal Wissenschaftlicher Mitarbeiter im Deutschen Bundestag, von 2019 bis 2020 Wissenschaftlicher Mitarbeiter in einer international tätigen Wirtschaftskanzlei und von 2022 bis März 2023 Persönlicher Referent von Friedrich Merz als Vorsitzendem der CDU/CSU-Fraktion im Deutschen Bundestag.

## Politik
Schaal wurde 2016 in den Vorstand des CDU-Ortsverbandes Brandenburger Tor gewählt. Seit 2017 ist er Vorsitzender der Jungen Union Berlin-Mitte. 2019 wurde er Mitglied des Landesvorstandes der CDU Berlin. Er ist auch Beisitzer im Vorstand der Mittelstands- und Wirtschaftsunion in Berlin-Mitte.
Nachdem er bei der Wahl zum Abgeordnetenhaus von Berlin 2021 noch erfolglos geblieben war, errang Schaal bei der Wiederholungswahl 2023 das Direktmandat im Wahlkreis Mitte 2 mit einem Erststimmenanteil von 24,9 %. Er löst damit Max Landero ab.

## Positionen
Zu den Plänen der Berliner Verkehrssenatorin Bettina Jarasch zur Sperrung der Friedrichstraße für den Autoverkehr sagte Schaal: „Das fühlt sich an wie ein schlechter Witz. Es wird von Piazza gesprochen und dann werden einfach Sperrholz-Möbel auf die Straße gestellt. Ein Gesamt-Konzept fehlt völlig.“